# Ricky Wilson (músico británico)
Charles Richard Wilson (Keighley, West Yorkshire; 17 de enero de 1978) es un cantante británico, líder del grupo de indie rock Kaiser Chiefs.

## Biografía

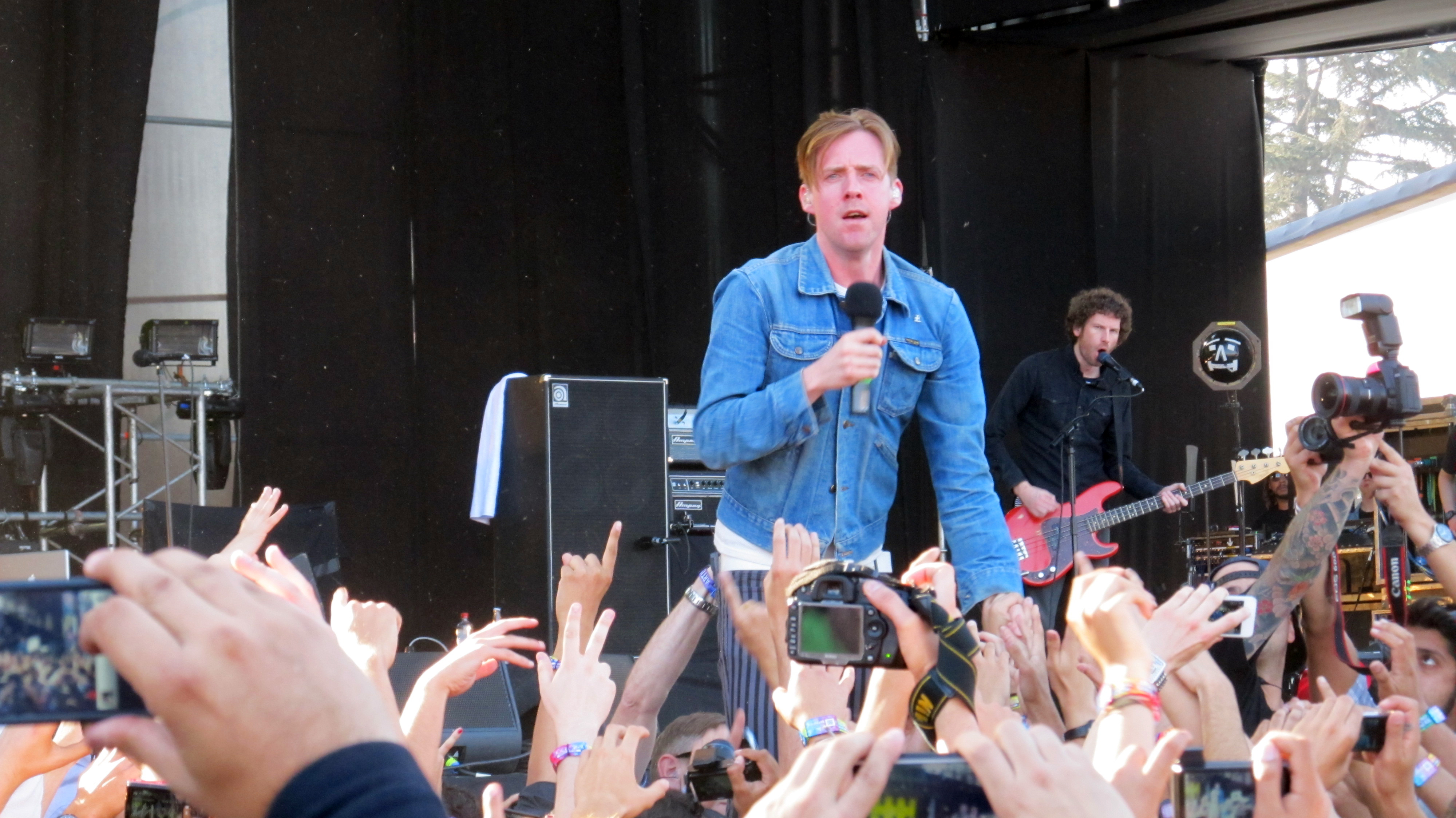
Ricky Wilson en Lollapalooza Chile 2013.

Estudió gramática en la Universidad Metropolitana de Leeds. Luego trabajó como profesor de arte en el Colegio de arte y diseño de Leeds.
Antes de la formación de su actual banda, Kaiser Chiefs, en 1996, Wilson integró el grupo Runston Parva, después conocido como Parva.
Álbumes como Employment —su disco debut— lo han llevado a él y a sus compañeros al éxito de ventas y a posicionarse dentro de los 10 primeros sencillos en las listas británicas y estadounidenses.
Wilson además es alabado por su peculiar gusto de la moda. De hecho, ganó un Premio NME al "músico mejor vestido" en el año 2006.